# Finsterwalde
Finsterwalde er en by i landkreis Elbe-Elster i den tyske delstat Brandenburg. Byen er beliggende i den sydlige del af delstaten og er desuden den by i sin landkreis med det største indbyggertal.
„Wir sind die Sänger von Finsterwalde“, en slager fra det sene 19. århundrede (uropførelse den 3. september 1899 i Berlin), bidrog væsentligt til at byen blev kendt.